# Armenii americani
Armenii americani (armeană ամերիկահայեր, amerikahayer) sunt cetățeni sau rezidenți ai Statelor Unite de origine armeană (parțială sau totală). Ei formează a doua cea mai mare comunitate a diasporei armenești după armenii din Rusia. Primul val major de imigrație armenească către Statele Unite a avut loc la sfârșitul secolului nouăsprezece și începutul secolului douăzeci. Mii de armeni s-au stabilit în Statele Unite în urma masacrelor hamidiene⁠(d) de la mijlocul anilor 1890, masacrului de la Adana⁠(d) din 1909 și Genocidului Armean din 1915 din Imperiul Otoman. Începând cu anii 1950, mulți armeni din Orientul Mijlociu (mai ales din Liban, Siria, Iran, Irak, Egypt și Turcia) au migrat în America ca rezultat al instabilității politice din regiune. Acest proces s-a accelerat la sfârșitul anilor 1980 și a continuat după destrămarea Uniunii Sovietice din 1991 din motive socio-economice și politce.
Studiul Comunității Americane pe 2014 a estimat că 461,076 de americani au origini parțiale sau totale armenești. În 2016, numărul a crescut la 467,890. Diferite organizații și surse media critică aceste estimări, pe motiv că numerele ar fi subestimate, sugerând că ar fi  de la 800,000 la 1,500,000 armeni americani în loc. Cea mai mare concentrație de armericani de origine armeană este în Greater Los Angeles, unde 166,498 de oameni s-au identificat ca armeni la recensământul din 2000, cuprinzând peste 40% din cei 385,488 de oameni din SUA care s-au identificat ca armeni. Orașul Glendale din aria metropolitană a Los Angelesului⁠(d) este văzut pe scară largă drept centru vieții armene americane.
Comunitatea armeană americană este comunitatea cea mai influentă politic din diaspora armeanească. Organizații precum Comitetul Național Armenesc din America (ANCA)⁠(d) și Adunarea Armeană din America⁠(d) pledează pentru recunoașterea Genocidului Armean⁠(d) de către guvernul Statelor Unite și susțin relații armeano-americane mai strânse. Uniunea Generală Armeană de Binefacare⁠(d) este cunoscută pentru susținerea financiară și promovarea culturii armene și a școlilor lingivistice armenești. 

## Personalități
- Moses Housepian⁠(en)[traduceți] (1876-1952), medic
- A. I. Bezzerides (1908-2007), scriitor
- Victor Maghakian⁠(en)[traduceți] (1915-1977), căpitan, unul din ofițerii americani cu cele mai multe decorații primite
- Kirk Kerkorian (1917-2015), om de afaceri